# 메르치첸포
메르치첸포(མེར་ཁྲི་བཙན་པོ།, Mer-khri btsan-po)는 토번의 제5대 첸포이다.
| 전 대 쇠치짼뽀 | 제5대 토번국 짼뽀 ? - ? | 후 대 닥치짼뽀 |

| 전임 쇠치짼뽀 | 티베트의 국가 원수 ? ~ ? | 후임 닥치짼뽀 |